# Marie François Joseph de Miribel

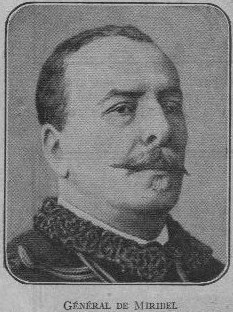
Marie François Joseph de Miribel (1831–1893)

Marie François Joseph de Miribel (* 14. September 1831 in Monbonnot (heute: Montbonnot-Saint-Martin), Isère; † 12. September 1893 auf seinem Landsitz Chatelard, Hauterives, Drôme) war ein französischer Général de division.

## Leben
Marie François Joseph de Miribel nahm als Offizier der Artillerie am Krimkrieg teil und zeichnete sich 1859 bei Magenta und Solferino aus. 1862 wurde er mit dem Expeditionskorps des Marschalls Forey nach Mexiko entsandt. Dort übernahm er vor Puebla das Kommando der Artillerie. 1865, nach der Niederlage von Interventionstruppen in der Schlacht von Tacámbaro, kehrte Miribel nach Frankreich zurück und übernahm 1868 das Amt des Militärattachés in Sankt Petersburg. 
Im Deutsch-Französischen Krieg 1870/1871 beteiligte sich Miribel an den (vergeblichen) Ausfallsgefechten während der Belagerung von Paris (1870–1871) und rückte anschließend zum Oberst auf. Im April 1871 wurde er nach Cherbourg entsandt, um dort einen Artilleriepark zu organisieren. Anschließend befehligte er einen Teil der Belagerungsarmee gegen die Pariser Commune. 
Nachdem Miribel das 8. Artillerieregiment übernommen hatte und 1875 zum Général de division befördert worden war, kommandierte er ab 1875 die Artillerie des 6. Armeekorps und wurde 1877 an die Spitze des französischen Generalstabs berufen. Im Januar 1879 trat er von diesem Posten zurück und wurde Artilleriekommandeur im 5. Armeekorps. 1880 erhielt er den Rang eines Divisionsgenerals und übernahm den Befehl über die 28. Division, wurde aber bereits 1881 bei der Bildung des Kabinetts Gambetta erneut an die Spitze des Generalstabs der Armee berufen. Nach dem Sturz des Kabinetts Gambetta im Januar 1882 wurde  Miribel Mitglied der Artilleriekommission und übernahm 1888 den Befehl über das 6. französische Korps.  
Am 6. Mai 1890 wurde Miribel wieder Generalstabschef und Präsident des Komitees der Eisenbahnen und Mitglied des Obersten Kriegsrats (Conseil supérieur de la guerre).
Marie Francois Joseph de Miribel starb am 12. September 1893 auf seinem Landsitz Chatelard in Hauterives im Département Drôme.
| Personendaten    | Personendaten                                                |
| ---------------- | ------------------------------------------------------------ |
| NAME             | Miribel, Marie François Joseph de                            |
| KURZBESCHREIBUNG | französischer General                                        |
| GEBURTSDATUM     | 14. September 1831                                           |
| GEBURTSORT       | Monbonnot, heute: Montbonnot-Saint-Martin, Département Isère |
| STERBEDATUM      | 12. September 1893                                           |
| STERBEORT        | Hauterives, Département Drôme                                |